# Daewoo K3
La Daewoo K3 es una ametralladora ligera surcoreana. Es la tercera arma desarrollada en Corea del Sur por la Agencia para el Desarrollo de Defensa, luego del fusil de asalto compacto Daewoo K1 y el fusil de asalto Daewoo K2. La K3 está inspirada en la FN Minimi. Es fabricada por Daewoo Precision Industries, hoy S&T Motiv. Al igual que el fusil de asalto K2, la K3 puede disparar tanto el cartucho 5,56 x 45 OTAN como el .223 Remington. La K3 entró en servicio en 1989, reemplazando a la M60 como arma de primera línea.

## Descripción

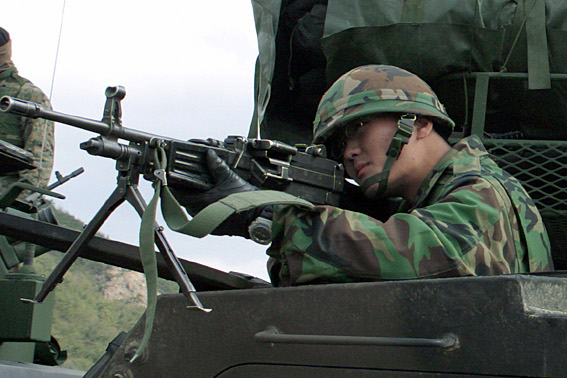
Soldado surcoreano con una Daewoo K3, marzo de 2004.

La K3 es una ametralladora que se parece a la FN Minimi y dispara el cartucho estándar 5,56 x 45 OTAN. Su mayor ventaja es ser más ligera que la M60 y puede emplear los mismos cartuchos del K1A y el K2. Puede alimentarse tanto desde un cargador de 30 cartuchos como una cinta de eslabón desintegrable de 200 cartuchos. Puede emplearse con bípode como arma de apoyo de escuadra y montada sobre un trípode para fuego de apoyo continuo.
El alza puede ajustase en elevación y en azimut, y el punto de mira puede ajustarse en elevación para reglaje. El cañón tiene un asa de transporte incorporada para facilitar su cambio. El arma es accionada por los gases del disparo y tiene un cerrojo rotativo.
El sistema de armas no fue diseñado para personalizarse, debido al hecho que la mayoría de soldados surcoreanos no utilizarán mucho sus armas.

## Ventas al extranjero
Un ejemplar de la K3 fue comprado en 2006 por Sudáfrica, con Tailandia comprando dos ejemplares en el mismo año. En 2007 estalló una controversia en Filipinas, cuando las Fuerzas Armadas de Filipinas seleccionaron inicialmente a la FN Minimi en lugar de elegir a la K3 o a la Ultimax U-100 singapurense. El Programa de Modernización de las Fuerzas Armadas de Filipinas fue atacado por mostrar favoritismo hacia una compañía armera occidental antes que a los fabricantes de armas asiáticos.
Finalmente, el Ejército filipino compró 6.540 K3 para su requisito de ametralladoras ligeras. El 18 de febrero de 2008 fueron mostradas al público 5.883 unidades, junto a 603 camiones Kia KM-450 recientemente suministrados.

## Variantes
- XK3: prototipo experimental.
- K3: variante estándar producida en serie.
- K3Para: versión acortada de la K3.

## Usuarios
- Bangladés[7]
- Colombia: Compró 400 K3 en 2006.[3]
- Corea del Sur: Ametralladora ligera estándar. Se planea reemplazarla con la K3Para.[8]
- Filipinas: El Ejército filipino compró 6.540 unidades en 2008.[6]
- Fiyi[9]
- Guatemala[10]
- Indonesia: Compró 110 K3 en 2006 y 803 más in 2011.[3][11] Es empleada por el grupo de buzos tácticos Komando Pasukan Katak (Kopaska) y el grupo de Fuerzas Especiales Komando Pasukan Khusus (Kopassus).[12]